# Walther Schauenstein
Walther Schauenstein (* 12. August 1870 in Graz; † 8. Februar 1943 in Graz) war ein österreichischer Gynäkologe.

## Biografie
Walter Schauenstein war Sohn des Arztes Adolf Schauenstein. Nach seinem Studium der Medizin von 1889 bis 1896 an der Universität Graz und der Promotion Sub auspiciis 1896, arbeitete er von 1897 bis 1899 an der Lehrkanzel für allgemeine Pathologie an dieser Universität. Von 1899 bis 1900 war er an der chirurgischen Klinik an der Deutschen Universität Prag tätig. Danach wechselte er an die Frauenklinik der Universität Graz und wurde 1909 habilitiert. Schauenstein erkannte 1908 die stufenweise Entwicklung des Gebärmutterhalskrebses und schuf damit die Grundlage für die Früherkennung dieses Tumors. 1913 verließ er die Klinik und war in der Folge weiter als Gynäkologe und Geburtshelfer tätig, widmete sich jedoch auch Standesfragen. So war er von 1932 bis 1938 Präsident der Ärztekammer der Steiermark und begründete in dieser Funktion einen Vorsorgefonds für Hinterbliebene von Ärzten. Am 1. Juni 1933 trat er der NSDAP bei (Mitgliedsnummer 1.629.035).
Schauenstein heiratete 1915 die Konzertpianistin und Klavierpädagogin Else Burger (1880–1980). Sein Sohn Erwin Schauenstein (1918–1999) wurde Professor für Biochemie, sein Enkel Konrad Schauenstein (1944–2007) Professor für allgemeine und experimentelle Pathologie an der Universität Graz.

## Schriften (Auswahl)
- Zur Bakteriologie des puerperalen Uterussekretes. Beiträge zur Geburtshilfe und Gynäkologie 5, 1902
- Ein Beitrag zur Lehre der von der Schleimhautoberfläche der Uterushöhle ausgehenden Karzinome. Gynaekolog. Rundschau 1, 1907
- Ein Fall eines primären Plattenepithelkarzinoms der Zervix, Gynaekolog. Rundschau 1, 1907
- Ein Beitrag zur Frage der Entstehung der Plattenepithelkarzinome der Schleimhautoberfläche des Uterus. Gynaekol. Rundschau 1, 1907